# Mesoscincus
Mesoscincus es un género de lagartos perteneciente a la familia Scincidae. Se distribuyen por México y América Central.

## Especies
Según The Reptile Database:
- Mesoscincus altamirani (Dugès, 1891)
- Mesoscincus managuae (Dunn, 1933)
- Mesoscincus schwartzei (Fischer, 1884)